# فادی لافی
فادی لافی (عربی: فادي لافي؛ زادهٔ ۲۳ مارس ۱۹۷۹) بازیکن فوتبال اهل فلسطین بود.
از باشگاه‌هایی که در آن بازی کرده است می‌توان به باشگاه فوتبال الشباب اردن، باشگاه فوتبال الجزیره (امان)، باشگاه ورزشی الفیصلی، باشگاه ورزشی الرفاع، و باشگاه ورزشی الوحدات اشاره کرد.
وی همچنین در تیم ملی فوتبال فلسطین بازی کرده است.